# 天主教托克勞自治傳教區
天主教托克勞自治傳教區（拉丁語：Missio sui iuris Tokelauna）是托克勞一個羅馬天主教自治傳教區，附屬於薩摩亞-阿皮亞總教區。
1992年6月26日成立。2010年有教友500人，佔轄區總人口34.7%。傳教區下轄唯一一個堂區位於首府努庫諾努環礁，唯一的司鐸，2011年至2015年的傳教區神長為奧利弗·阿羅神父（Oliver P. Aro）。

## 歷任傳教區神長
1. Rev. Msgr. Patrick Edward O'Connor (1992年–2011年)
2. 奧利弗·阿羅 神父(Rev. Oliver Pugoy Aro)，MSP (2011年–2015年)
3. 大主教 阿拉帕蒂·路易斯·馬塔萊加(Alapati Lui Mata’eliga) (2015年-目前)

## 外部連結
- . Catholic-Hierarchy.   [2007-01-12]. （原始内容存档于2021-01-29）.